# 1998 SS43
1998 SS43 är en asteroid i huvudbältet som upptäcktes den 25 september 1998 av Beijing Schmidt CCD Asteroid Program vid Xinglong-observatoriet.